# داني روفيرا (لاعب كرة قدم)
داني روفيرا (بالإسبانية: Dani Rovira)‏ هو لاعب كرة قدم كولومبي في مركز الدفاع، ولد في 15 ديسمبر 1996 في بوغوتا في كولومبيا. لعب مع بيتسبورغ ريفرهوندز.